# ルドルフ表

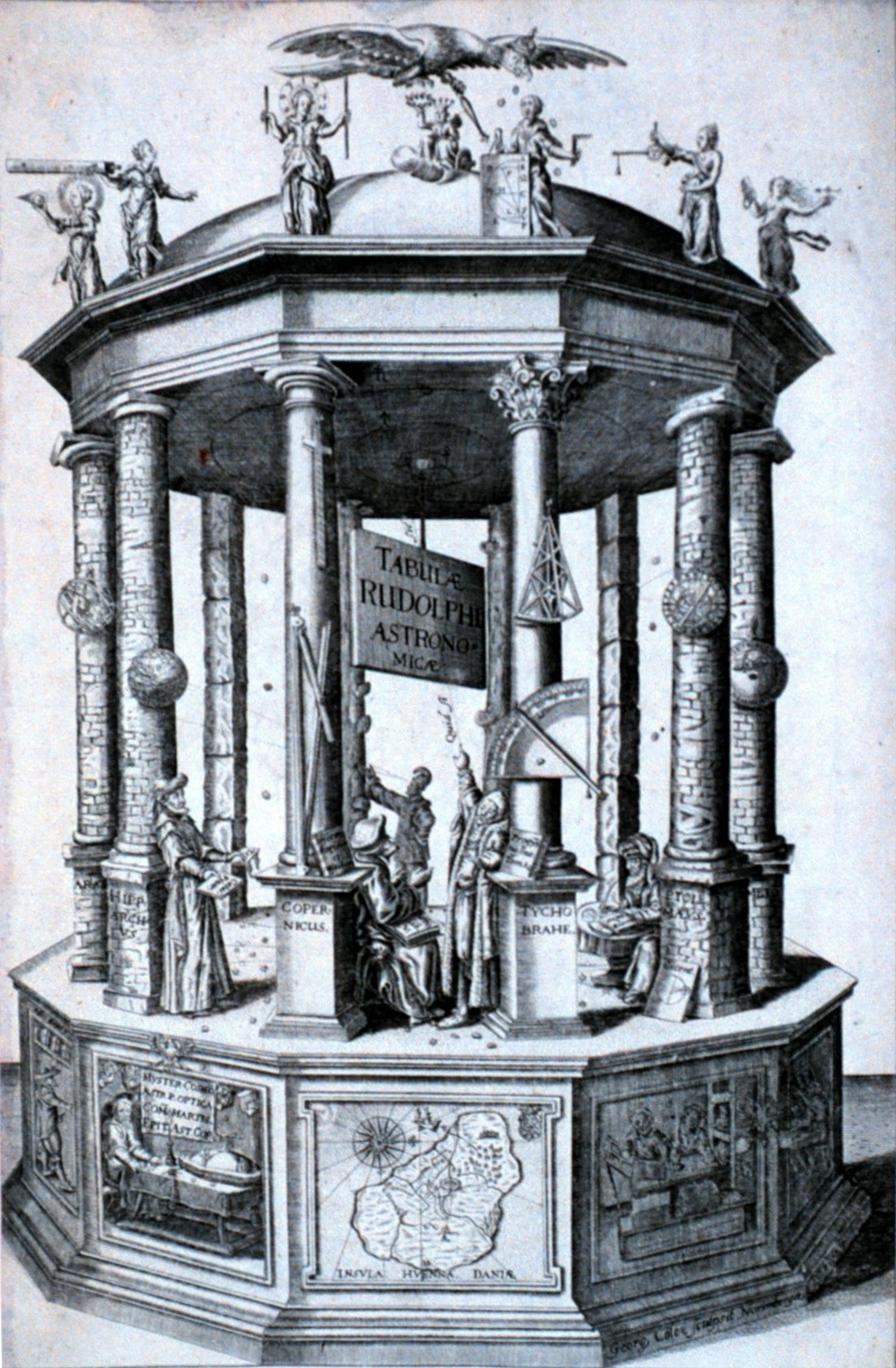
『ルドルフ表』の扉 - 過去の天文学者達が描かれている。台座中央の地図に描かれているのはティコ・ブラーエの天文台があったヴェン島。

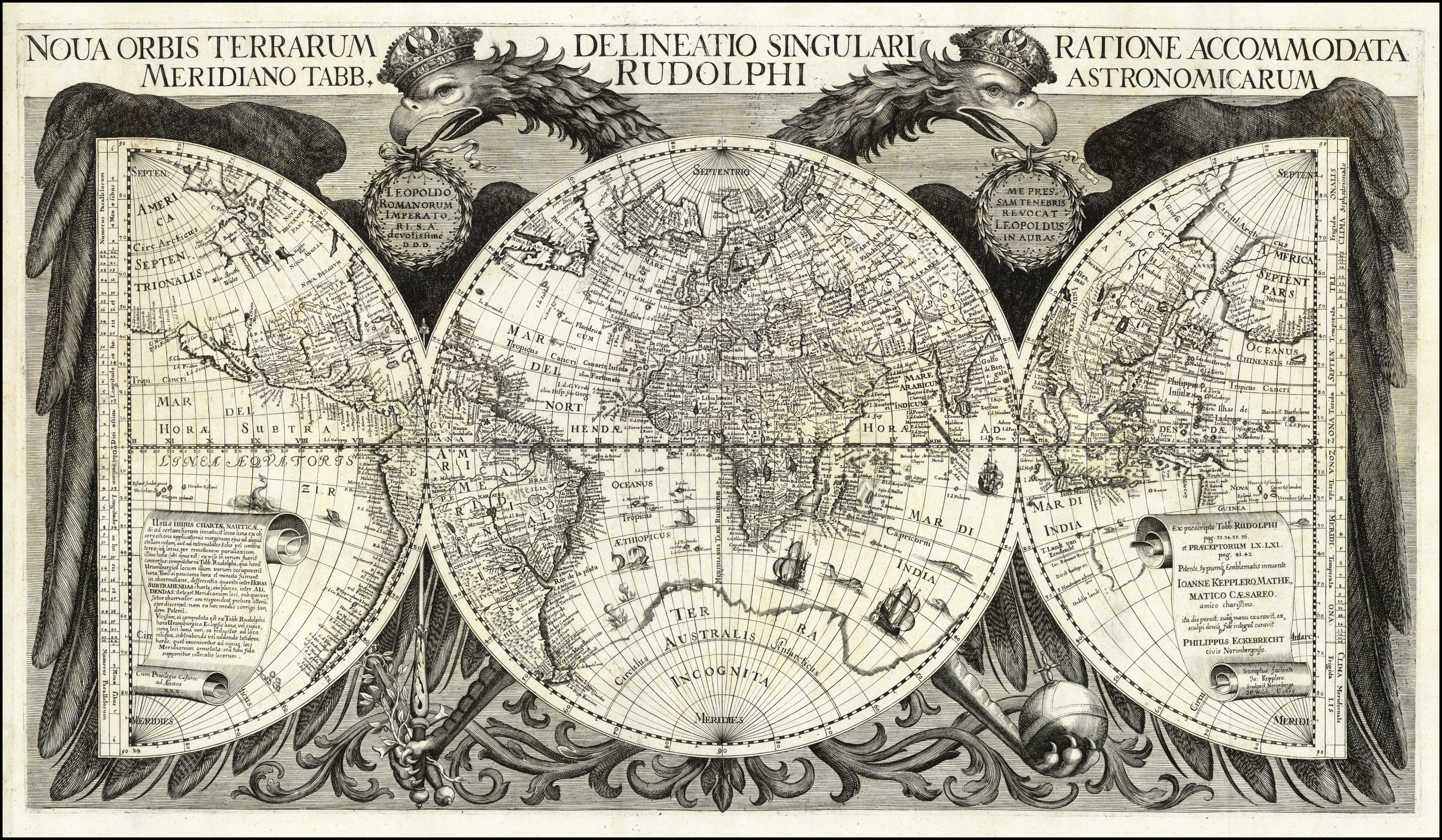
『ルドルフ表』に準拠して描かれた世界地図

『ルドルフ表』 （- ひょう）は、神聖ローマ帝国皇帝ルドルフ2世の勅命によって、1627年にドイツの天文学者ヨハネス・ケプラーが作成した天文表である。ラテン語による原題は Tabulae Rudolphinae Astronomicae、英語では the Rudolphine Tables、ドイツ語では Rudolphinischen Tafeln という。
天文表とは、数年分の『理科年表』の「暦部」と「天文部」を合わせたような天文データ・ブックで、おもに諸惑星の位置推算表からなり、主として占星術における出生天宮図の作成のために利用された。〈現在でも、占星術の教本には天体暦が付属している）また、対数表や惑星の位置推算の手順も収められていた。
惑星の位置推算表は、プトレマイオスの体系に基づく『アルフォンソ表』（13世紀後半）やレギオモンタヌスの天体暦、コペルニクスの体系に基づく『プロイセン表』（1551年）に替わるものである。ケプラーの法則に基づいて計算されたその数値は従来の星表の30倍の精度を持ち、地動説の優位性を決定的な物とした。
また、恒星のカタログも収録されている。16世紀内からコピーが出回っていてブラウの天球儀やバイエルの星図『ウラノメトリア』の元データを含む「ティコ・ブラーエの星表」の完全版（1,006星を収録）の他、これに漏れた恒星をプトレマイオスやバイエルから採った補遺、さらに南半球でオランダの航海者ペーテル・ケイセルが観測した恒星のカタログも収録されている（初書籍化）。ティコの観測精度は、観測機器を巨大化することによって1分角以内に達しており、大気差の補正も行われていた。